# Elisa Frisoni
Elisa Frisoni (Isola della Scala, 8 agosto 1985) è un'ex pistard italiana.

## Biografia
Nata a Isola della Scala, in provincia di Verona, nel 1985, inizia a praticare il ciclismo su pista nel 1994, a 9 anni.
A diciassette anni, nel 2002, diventa tre volte campionessa mondiale Juniores a Melbourne, nei 500 m, nel keirin e nella velocità, e due volte campionessa europea Juniores a Büttgen, nei 500 m e nella velocità. A livello nazionale, invece, è campionessa italiana Juniores nei 500 m, nel keirin e nella velocità.
Nel 2004, tornata alle corse dopo un anno nel quale aveva lasciato il ciclismo, vince i suoi primi titoli nazionali elite, nei 500 m, nel keirin e nella velocità; nella prima specialità è stata campionessa consecutivamente fino al 2012, nel keirin consecutivamente dal 2004 al 2006 e dal 2008 al 2011, nella velocità consecutivamente dal 2004 al 2012, inoltre nel 2009 è stata tricolore nello scratch e nella velocità a squadre ha vinto consecutivamente dal 2007 al 2011, con Lisa Gatto nei primi due anni, Monia Baccaille nel 2009, Marta Tagliaferro nel 2010 e Manuela Grillo nel 2011.
Tra 2004 e 2005 conquista quattro medaglie agli Europei Under-23 di Valencia e Fiorenzuola d'Arda, nel primo caso un argento nei 500 m e un bronzo nella velocità (e un sesto posto nel keirin), nel secondo caso un oro nei 500 m e un altro bronzo nella velocità (oltre a un quarto posto nel keirin). Arrivata in nazionale maggiore nel 2004, nello stesso anno e nel 2005 vince due argenti mondiali a Melbourne (ottava nei 500 m e tredicesima nella velocità) e Los Angeles (nona nei 500 m e nella velocità) nel keirin, in entrambi i casi chiudendo dietro alla francese Clara Sanchez.
Dopo l'ultimo Europeo giovanile a Cottbus 2007 (anno nel quale conquista la prova di velocità all'Athens Open Balkan Championship), prende parte ai Mondiali di Manchester 2008, Pruszków 2009 e Ballerup 2010 e agli Europei di Pruszków 2010 e Apeldoorn 2011. Prima aveva partecipato ai Mondiali di Bordeaux 2006 e vinto le classifiche di Coppa del Mondo di 500 m nel 2005 e keirin nel 2006.
Tra 2006 e 2007 corre con la Saccarelli Emu Marsciano, negli ultimi due anni di carriera (2011 e 2012) con la MCipollini.
Chiude la carriera nel 2012, a 27 anni, diventando poi madre nel 2013.

## Palmarès
- 2002 (juniores)

Campionati italiani, 500 m Juniores
Campionati italiani, Keirin Juniores
Campionati italiani, Velocità Juniores
- 2004 (tre vittorie)

Campionati italiani, 500 m
Campionati italiani, Keirin
Campionati italiani, Velocità
- 2005 (quattro vittorie)

Campionati italiani, 500 m
Campionati italiani, Keirin
Campionati italiani, Velocità
Coppa del Mondo, 500 m
- 2006 (Saccarelli Emu Marsciano, quattro vittorie)

Campionati italiani, 500 m
Campionati italiani, Keirin
Campionati italiani, Velocità
Coppa del Mondo, Keirin
- 2007 (Saccarelli Emu Marsciano, quattro vittorie)

Athens Open Balkan Championship, Velocità
Campionati italiani, Velocità a squadre
Campionati italiani, 500 m
Campionati italiani, Velocità
- 2008 (quattro vittorie)

Campionati italiani, Velocità a squadre
Campionati italiani, 500 m
Campionati italiani, Keirin
Campionati italiani, Velocità
- 2009 (cinque vittorie)

Campionati italiani, Velocità a squadre
Campionati italiani, 500 m
Campionati italiani, Keirin
Campionati italiani, Scratch
Campionati italiani, Velocità
- 2010 (quattro vittorie)

Campionati italiani, Velocità a squadre
Campionati italiani, 500 m
Campionati italiani, Keirin
Campionati italiani, Velocità
- 2011 (MCipollini, quattro vittorie)

Campionati italiani, Velocità a squadre
Campionati italiani, 500 m
Campionati italiani, Keirin
Campionati italiani, Velocità
- 2012 (MCipollini, due vittorie)

Campionati italiani, 500 m
Campionati italiani, Velocità

## Piazzamenti

### Competizioni mondiali
- Campionati del mondo

Melbourne 2002 - 500 m Juniores: vincitrice
Melbourne 2002 - Keirin Juniores: vincitrice
Melbourne 2002 - Velocità Juniores: vincitrice
Melbourne 2004 - 500 m: 8ª
Melbourne 2004 - Keirin: 2ª
Melbourne 2004 - Velocità: 13ª
Los Angeles 2005 - 500 m: 9ª
Los Angeles 2005 - Keirin: 2ª
Los Angeles 2005 - Velocità: 9ª
Bordeaux 2006 - 500 m: 11ª
Bordeaux 2006 - Keirin: 8ª
Bordeaux 2006 - Velocità: 9ª
Manchester 2008 - Velocità a squadre: 6ª
Manchester 2008 - Keirin: 16ª
Manchester 2008 - Velocità: 12ª
Pruszków 2009 - 500 m: 12ª
Pruszków 2009 - Keirin: 4ª
Pruszków 2009 - Omnium: 4ª
Pruszków 2009 - Velocità: 11ª
Ballerup 2010 - 500 m: 21ª
Ballerup 2010 - Keirin: 19ª

### Competizioni europee
- Campionati europei

Büttgen 2002 - 500 m Juniores: vincitrice
Büttgen 2002 - Velocità Juniores: vincitrice
Valencia 2004 - 500 m Under-23: 2ª
Valencia 2004 - Keirin Under-23: 6ª
Valencia 2004 - Velocità Under-23: 3ª
Fiorenzuola d'Arda 2005 - 500 m Under-23: vincitrice
Fiorenzuola d'Arda 2005 - Keirin Under-23: 4ª
Fiorenzuola d'Arda 2005 - Velocità Under-23: 3ª
Cottbus 2007 - 500 m Under-23: 6ª
Cottbus 2007 - Keirin Under-23: 7ª
Cottbus 2007 - Velocità Under-23: 9ª
Pruszków 2010 - Keirin: Batteria
Apeldoorn 2011 - Velocità a squadre: 10ª
Apeldoorn 2011 - Velocità: 19ª